# ヴィクトル・アンドラーデ・サントス
ヴィクトル・アンドラーデ・サントス（Victor Andrade Santos, 1995年9月30日 - ）は、ブラジル・セルジッペ州アラカジュ出身のサッカー選手。ヴィラ・ノヴァFC所属。ポジションはMF、FW。
Kリーグ時代の登録名はビクター（ハングル: 빅터）。

## 経歴
2007年からポルトガルのSLベンフィカのユースチームに所属し、2007年にサントスFCのユースチームに移籍した。
2012年6月6日、16歳の時にフルミネンセFC戦においてアラン・カルデックとの交代途中出場でプロデビューを果たした。

## 代表歴
ブラジル代表として各年代でプレーしている。